# Slesar i kantsler
Pour plus de détails, voir Fiche technique et Distribution.
Slesar i kantsler (Слесарь и Канцлер, littéralement « le serrurier et le chancelier ») est un film soviétique réalisé par Vladimir Gardine, sorti en 1924.

## Synopsis
Le royaume de Norland est en guerre avec le pays voisin Galikania et enchaine les défaites sur le champs de bataille.

## Fiche technique
- Titre : Slesar i kantsler
- Titre original : Слесарь и Канцлер
- Réalisation : Vladimir Gardine
- Scénario : Vladimir Gardine et Vsevolod Poudovkine d'après la pièce de théâtre d'Anatoli Lunacharsky[1],[2]
- Photographie : Ievgueni Slavinski
- Montage :
- Production :
- Société de production : VUFKU
- Pays :  Union soviétique
- Genre : Drame
- Durée : 54 minutes
- Dates de sortie : 
  -  Union soviétique : 4 mars 1924

## Distribution
- Ivan Khudoleyev : l'empereur de Norland
- Nikolai Panov : le chancelier von Turau
- Nina Tairova : la femme de von Turau
- Vladimir Gardine : Gammer
- Vladimir Maksimov : Frank Frey, avocat
- Zoya Barantsevich : la comtesse Mitsi
- Iona Talanov : Berenberg
- Nikolaï Saltykov : Franz Stark, le serrurier
- Liana Iskritskaya-Gardina : Anna
- Oleg Frelikh : Leo von Turau
- Ivan Kapralov : Robert von Turau
- V. Valitskaya : Lora von Turau, la femme de Robert
- Olga Bystritskaya : Anna, l'amante de Leo
- A. Semyonov : Netli, le secrétaire du chancelier
- Mariya Arnazi-Borshak